# Rashit
Rashit ist eine im Jahr 1993 durch Gitarrist Tolga Özbey gegründete Punk-Rock-Band aus Istanbul.

## Musikalische Laufbahn
Der Stil lehnt sich an Gruppen wie die Sex Pistols, Ramones, The Clash, Minor Threat, Dead Kennedys, Gang of Four, The Stooges an, gemischt mit Ska, Hardcore-Punk, und Surfmusik-Melodien.
Unverwechselbar machen ihre Musik aber erst die Balkan-Folk-Einflüsse. Die Gruppe versucht mit ihrer Musik ihre politische Botschaft zu verbreiten: Ihre radikalen Texte haben dafür gesorgt, dass in der Türkei eine Punkszene entstehen konnte.
Die Medien, Politik, Rassismus und der Kapitalismus in der ganzen Welt und in der Türkei sind jedes Mal ein Thema in ihren Lyrics, jedoch wird der Humor und die Ironie nicht ausgelassen.
Dies alles macht Rashit zu einer "nicht gewöhnlichen" Band, vor allem in der Türkei.
Das im Jahre 1999 auf dem Indie-Label Kod-Müzik veröffentlichte Album Telaşa Mahal Yok (dt.: Kein Grund zur Aufregung) war das erste seiner Art in der Türkei – es wurde zum Kassenschlager und hatte zur Folge, dass mehrere Punkbands nun die Möglichkeit hatten, Demos und auch Alben aufzunehmen.
Nach dem anfänglichen Erfolg wurde es recht still um die Band. Nach internen Problemen verließen 3 Mitglieder Rashit: Atilla Kırcellı – Gitarre, Tolga Koçak – Bass und Gökhan Tunçişler – Drums
Schließlich, Ende 2000, hat man Rashit wieder ins Leben gerufen. Mit einem Vertrag bei Ada-Muzik, 2 neuen Mitgliedern und einigen Aushilfsmusikern hat man es geschafft, im Sommer 2002 das ebenso geschätzte Nachfolgeralbum Adam Olmak Istemiyorum (dt.: Ich will nicht, dass was aus mir wird) aufzunehmen.
Von 1993 bis zum heutigen Tage hat man es geschafft, in fast jeder größeren türkischen Stadt ein Konzert zu halten, und das unter anderem mit in der Türkei bekannteren Gruppen wie Kranch, Vae Victis, Tampon, Kurban, Radical Noise, Pis Fabrika, Necrosis, 2/5 BZ und Zen.
2003 und 2005 glänzte man außerdem mit Auftritten beim Rock'N'Coke Festival in Istanbul, wo man mit MTV-Größen wie Korn, The Offspring, Guano Apes, Pet Shop Boys, Sugababes die Bühne teilte. Wegen dieser Auftritte wurde die Gruppe von der türkischen Punk-Szene aufs Schärfste kritisiert, ihr wurde Ausverkauf vorgeworfen.
2006 wurde das Album Herşeyin Bir Bedeli Var (dt.: Alles hat seinen Preis) veröffentlicht. Kritisiert an dieser Platte wurde vor allem die Abwendung vom Punkrock und die Anpassung an den in der Türkei populären Pop-Rock. Auch wird das Album nicht mehr durch ein Indie-Label vertrieben, sondern durch Sony/BMG.

## Diskografie
| Alben - 1993: Kangren - 1994: Ugh! Em All - 1995: 46 Dakika Ve Canlı Demo - 1999: Telaşa Mahal Yok - 2003: Adam Olmak İstemiyorum - 2003: Kapak Güzelleri - 2006: Her Şeyin Bir Bedeli Var - 2013: İnsan Neslinin Sonu Kollaborationen - 1996: Kadiköy'den Hareketler (mit Ask It Why?) - 1996: Untitled (mit Active Minds) - 1998: Split Tape (mit Third World Planet) | Livealben - 2018: Unspecified Concert In 90's - 2018: Live And Raw!!! - 2018: Greatest Shits Live Tape Kompilationen - 2013: 1993-1998 Some Early Recordings - 2018: We're Loud Special Edition Disc - 2019: Greatest Shits 1993–2019 |

EPs
- 2001: Taksim'de Bangyjumping
- 2010: Dinozor

Singles (Auswahl)
- 2006: Teker Teker
- 2010: Dinozor
- 2010: Yakın Ölüm Deneyimi (mit Teoman)
- 2010: Kibir (mit Gönül Yazar)
- 2011: Uzak Dur Ateşimden (mit Nilüfer)
- 2013: İki Gölge (mit Göksel)
- 2013: Kancalar (mit Nazan Öncel)
- 2022: Kalbim Soldan Atıyor
- 2024: Marilyn Monroe (mit Gökçe)